# Iosif Czako
Iosif Czako (ur. 11 czerwca 1906 w Reșița, zm. 12 września 1966 tamże) – rumuński piłkarz, reprezentant kraju.

## Kariera piłkarska
Czako swoją przygodę z futbolem rozpoczął w 1928 w zespole UDR Reșița. Wraz z drużyną świętował zdobycie mistrzostwa Liga I w sezonie 1930/31. Od 1934 do 1936 grał w Crișana Oradea (10 występów) i CA Oradea (3 występy). 
Czako w drużynie narodowej zadebiutował 15 września 1929 w wygranym 3:2 meczu z Bułgarią. W 1930 został powołany na Mistrzostwa Świata. Zagrał w spotkaniu z Urugwajem, jednak Rumunia odpadła po fazie grupowej. Mecz z Urugwajem był drugim i zarazem ostatnim dla Czako w reprezentacji.
| Mecze i gole w reprezentacji | Mecze i gole w reprezentacji | Mecze i gole w reprezentacji | Mecze i gole w reprezentacji | Mecze i gole w reprezentacji | Mecze i gole w reprezentacji | Mecze i gole w reprezentacji |
| #                            | Data                         | Miasto                       | Przeciwnik                   | Gol                          | Wynik                        | Rozgrywki                    |
| ---------------------------- | ---------------------------- | ---------------------------- | ---------------------------- | ---------------------------- | ---------------------------- | ---------------------------- |
| 1.                           | 15.09.1929                   | Sofia                        | Bułgaria                     |                              | 3:2                          | towarzyski                   |
| 2.                           | 21.07.1930                   | Montevideo                   | Urugwaj                      |                              | 0:4                          | El. MŚ 1930                  |

## Sukcesy
UDR Reșița
- Mistrzostwo Liga I (1): 1930/31